# كزافييه جيبسون
كزافييه جيبسون (3 نوفمبر 1988 في الولايات المتحدة - ) (بالإنجليزية: Xavier Gibson)‏ هو لاعب كرة سلة أمريكي في مركز الوسط. لعب مع Florida State Seminoles ‏.

## وصلات خارجية
- كزافييه جيبسون على موقع دوري كرة السلة الياباني للمحترفين (اليابانية)
- كزافييه جيبسون على موقع سبورتس رفرنس (الإنجليزية)
- كزافييه جيبسون على موقع كرة السلة الأوروبية.كوم (الإنجليزية)
- كزافييه جيبسون على موقع كلية كرة السلة في سبورتس رفرنس.كوم (الإنجليزية)
- كزافييه جيبسون على موقع ريلجم (الإنجليزية)
- كزافييه جيبسون على موقع بروبوليرز (الإنجليزية)
- كزافييه جيبسون على موقع سبورتس رفرنس (الإنجليزية)
- كزافييه جيبسون على موقع سبورتس رفرنس (الإنجليزية)